# Seabury Colum Gilfillan
Seabury Colum Gilfillan (* 5. April 1889 in Saint Paul (Minnesota); † 14. Februar 1987 in Pasadena (Kalifornien)) war ein US-amerikanischer Soziologe, der Erfindungen als evolutionären Prozess beschrieb.
Nach dem Kriegsdienst beendete Gilfillan 1920 sein Soziologiestudium mit dem Master-Examen an der Columbia-Universität. Ebendort wurde er 1935 zum Ph. D. promoviert. Zwischenzeitlich und danach war er als Dozent an verschiedenen US-amerikanischen Universitäten und als Kurator eines Technikmuseums tätig. Von 1941 bis 1950 forschte er als Außerordentlicher Professor an der Universität Chicago.
Mit seiner These, das Römische Reich sei wegen kollektiver Bleivergiftung der Elite untergegangen, sorgte er kurzfristig für mediale Aufmerksamkeit.

## Schriften (Auswahl)
- Inventing the Ship, 1935
- The Sociology of Invention, 1935
- Technical Trends in National Policy, 1937
- Rome’s Ruin by Lead Poison, 1990.